# Barrio la Guadalupe, Trinidad Zaachila
Barrio la Guadalupe är en ort i Mexiko.   Den ligger i kommunen Trinidad Zaachila och delstaten Oaxaca, i den sydöstra delen av landet, 400 km sydost om huvudstaden Mexico City. Barrio la Guadalupe ligger 1 513 meter över havet och antalet invånare är 599.
Terrängen runt Barrio la Guadalupe är varierad. Runt Barrio la Guadalupe är det ganska tätbefolkat, med 172 invånare per kvadratkilometer. Närmaste större samhälle är Oaxaca de Juárez, 17,3 km norr om Barrio la Guadalupe. Omgivningarna runt Barrio la Guadalupe är en mosaik av jordbruksmark och naturlig växtlighet.